# یوکی ناگاهاتا
یوکی ناگاهاتا (ژاپنی: 永畑 祐樹؛ زادهٔ ۲ مهٔ ۱۹۸۹) یک بازیکن فوتبال اهل ژاپن است.
از باشگاه‌هایی که در آن بازی کرده‌است می‌توان به باشگاه فوتبال شیمیزو اس-پالس، باشگاه فوتبال گراونز کیتاکیوشو و باشگاه فوتبال کاگوشیما یونایتد اشاره کرد.